# Neda Lokas
Neda Lokas (Šibenik, 5. kolovoza 1985.) hrvatska košarkašica članica Hrvatske košarkaške reprezentacije i ŽKK Lupa promotion, igra na poziciji baniča-šutera.

## Karijera
Neda je profesionalnu karijeru započela 2002. godine u ŽKK Jolly Šibenik, 2011. prelazi u ŽKK Lupa promotion za koji i sada igra.